# Sasquatch (canção)
Sasquatch é uma canção do rapper estadunidense Ice Cube, lançada em 29 de outubro de 2013, como quarto single para seu decimo álbum de estúdio Everythang's Corrupt.

## Faixas
| Descarga digital |                          |         |  |
| N.º              | Título                   | Duração |  |
| 1.               | "Sasquatch"              | 4:00    |  |
| 2.               | "Sasquatch" (videoclipe) | 4:01    |  |

## Vídeo da musica
O vídeo da musica foi lançado em 25 de outubro de 2013, no canal do artista na plataforma VEVO.

## Desempenho nas paradas
| Tabela musical (2013)                        | Melhor posição |
| -------------------------------------------- | -------------- |
| Estados Unidos (Billboard Hot 100)           | 34             |
| Estados Unidos (Billboard R&B/Hip-Hop Songs) | 23             |
| Estados Unidos (Billboard Hot Rap Songs)     | 20             |